# Indigofera dalzellii
Indigofera dalzellii là một loài thực vật có hoa trong họ Đậu. Loài này được T.Cooke miêu tả khoa học đầu tiên.